# Kachhi

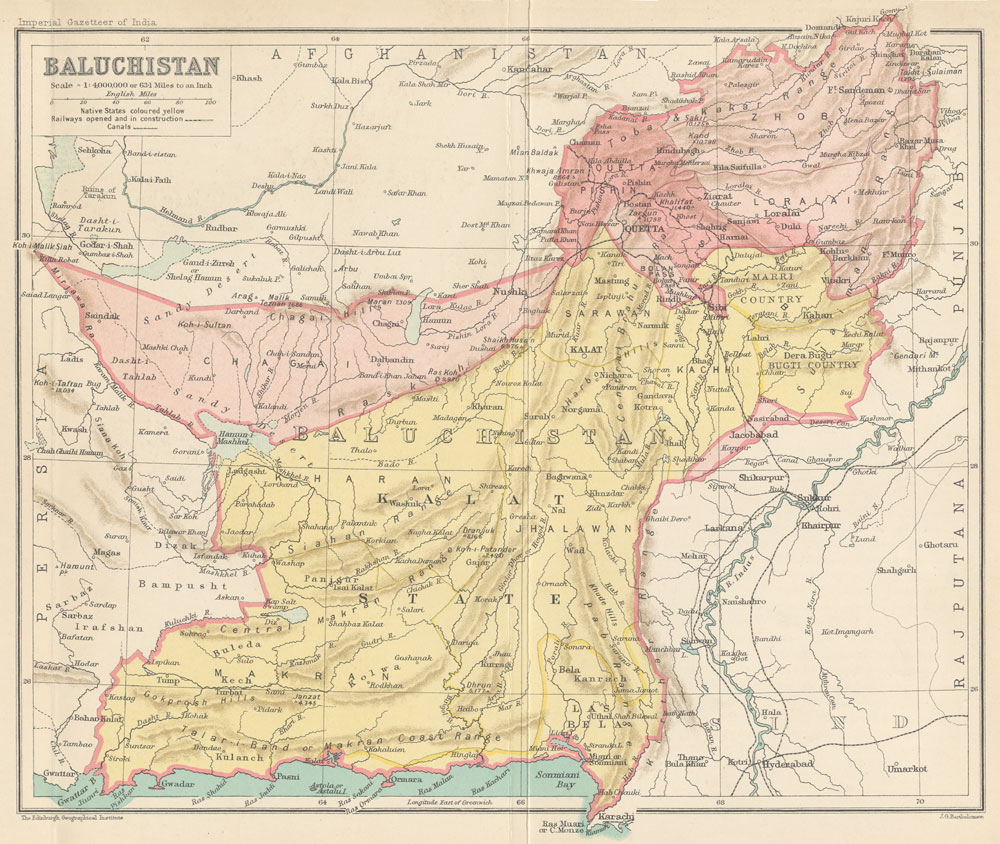
Mapa de l'agència del Balutxistan.

Kachhi fou una antiga divisió administrativa del kanat de Khelat al Balutxistan formada per una plana triangular de 13.753 km² tocant al districte de la Frontera Superior del Sind al sud, limitada per les muntanyes Marri i Bugti a l'est i les serres de Kirthar i Brahui Central (del Jhalawan) a l'oest. Al nord hi ha Sibi, tahsil britànic. Rius principals són el Nari, Bolan, Sukleji, Mula, el torrent de Dhoriri (format per la unió del Sain i el Karu al Jhalawan), Lahri i Chhatr. Tots aquestos rius es divideixen en canals i cap d'ells desaigua de manera natural, ja que s'assequen per manca de pluges. Kacchi és un dels llocs més calorosos del món encara que del novembre al febrer el clima és bo. Contra el que se suposa no és un desert sinó un lloc fèrtil especialment si es pot regar, ja que quan manca aigua la terra és arenosa.
El nombre de pobles del territori era de 606 amb una població (1901) de 82.909 habitants. Les principals tribus balutxis eren els rinds, magassis i lasharis; altres tribus menors eren els buledis, dombkis, kaheris i umranis. Entre els hindús dominaven els jats. Les tribus brahuis eren els raisanis i garranis, i al nord els banguizais. La llengua comuna és el sindi, l'ocupació l'agricultura i la religió l'islam sunnita. La secta Taib (penitents) s'hi va desenvolupar al final del segle XIX i al segle XX.
Administrativament estava dividit en dues parts: les àrees sota control directe del kan de Kalat i les àrees d'administració tribal. Aquestes segones eren de fet independents i subjectes, les situades a l'est del niabat de Lahri a l'agent polític del districte de Sibi, i les altres a l'agent polític de Kalat. Les de control directe del kan estan dividides en cinc niabats: Dadhar, Bhag, Lahri (incloent les àrees de les tribus Dombki, Kaheri i Umrani), Gandava i Nasirabad, tots amb capitals al poble del mateix nom excepte el darrer que tenia capital a Mirpur Bibiwari. Les àrees tribals principals eren Jhal (dels magassis) i Shoran (dels rinds). El jagirdars als dominis del kan tenien jurisdicció amb totes les matèries menors.

## Història
La història de Kachhi està molt lligada a la de Sind. Al segle VII Rai Chach (vers 643-671) va ocupar Gandava que era la capital del Kachhi, probablement la ciutat després anomenada Kandabil per àrabs que hi van arribar al primer terç del segle VIII i van batejar les terres com a Nudha o Budha. Gandava (Kandabil) fou saquejada diverses vegades. Va pertànyer després a la dinastia Sumra o dels sumres (vers 1050-1336) i després Samma o dels sammes (1336-1521). En aquest temps van començar a arribar les tribus balutxis al segle XV amb les lluites entre el rind Mir Chakar i Gwahram Lashari, els seus dos caps. Al segle XVI fou dominada pels Arghun (1521-1591).
Nominalment va passar a l'Imperi Mogol després del 1591 i finalment als kalhora o kalhores com a feudataris aviat independitzats (1701-1783) però el 1740 la regió fou conquerida per Nadir Shah de Pèrsia que la va cedir al kan brahui en compensació per la mort de Mir Abdullah, el kan ahmadzai de Kalat, a mans dels kalhores en la sagnant batalla de Jandrihar a prop de Sanni.
Del 1839 al 1842, durant la primera Guerra Angloafganesa, Kachhi va quedar sota ocupació britànica per assegurar les línies de comunicació i van haver de combatre els brahuis per dues vegades el 1840. Després de la guerra el general John Jacob fou encarregat de controlar les aficions als saqueig de les tribus locals, especialment els jakranis, que van acabar deportats al Sind. En temps de Mir Khudadad Khan de Kalat i va haver diversos moments d'anarquia i a Bhag el 1893 va cometre un crim a causa del qual va haver d'abdicar.
El territori té algunes restes budistes a Chhalgari i Tambu, i hi ha altres jaciments arqueològics al territori, encara poc excavat.